# Lolita (ópera)
Lolita (Лолита) é uma ópera em dois atos do compositor Rodion Shchedrin. A ópera foi composta em 1992 e usa um libreto em língua russa pelo compositor que é baseado no romance de 1955 de Vladimir Nabokov com o mesmo nome, escrito em inglês. A ópera estreou em 1994 em Estocolmo usando uma tradução sueca do libreto original.

## História da composição
Lolita é a quarta obra de Shchedrin para o palco baseada em obras literárias de escritores russos. Ele já havia sido seu próprio libretista em compor uma trilha sonora e um balé baseado na obra em Anna Karenina, de Tolstói (1972), uma ópera baseada em Almas Mortas de Gogol (1976) e um balé baseado em A Gaivota de Tchekhov (1979). Foi seguido em 2002 por Andarilho Encantado, com base na novela de 1873 de Nikolai Leskov, O Andarilho Encantado, e Boyarinya Morozova em 2006, baseado nos textos The Life of Protopope Avvakum e The Life of Boyarina Morozova.
Em 2001, Shchedrin extraiu "fragmentos" para a pontuação da orquestra sinfônica da ópera, que foram publicadas como Lolita-Serenade, dedicada a Mariss Jansons.

## História da performance
A ópera Lolita foi encomendada por Mstislav Rostropovich. A intenção era primeiro se apresentar para a Ópera da Bastilha, a nova casa de ópera em Paris, inaugurada em 1989. Em vez disso, foi estreada em 14 de dezembro de 1994, na Ópera Real Sueca, encenada por Ann-Margret Petterson e conduzida por Rostropovich. A performance se deu por quatro horas, e foi considerada bem-encenada, mas musicalmente monótona. Lasse Zilliacus tinha traduzido a obra em sueco. A primeira apresentação em russo foi em 12 de maio de 2003, no Teatro de Ópera e Balé de Perm, conduzida por Valery Platonov. Também foi apresentada em 2004, em Moscou, no Ópera Novaya. A ópera foi indicada ao prêmio Máscara de Ouro. Em 2008, o segundo ato da ópera foi performado em no concerto no Teatro Mariinski de São Petersburgo, conduzida por Valery Gergiev, juntamente com L'ascension de Messiaen e Four Notations de Pierre Boulez parte do festival Segundo Novo Horizonte.
A estreia de uma versão em alemão de uma tradução feita por Ariane Csonka Comstock foi dada em 30 de abril de 2011 na noite de abertura da Internationale Maifestspiele Wiesbaden em produção do Hessisches Staatstheater Wiesbaden, na presença do compositor e sua esposa, Maya Plisetskaya. Foi encenada por Konstanze Lauterbach, conduzida por Wolfgang Ott, com Emma Pearson no papel-título e Sébastien Soulès como Humbert. Por acordo com o compositor, a ópera foi encurtada em um terço. O seminário antes da estreia, chamado Opernforum (Opera Forum), apresentou a história e a música da obra.
Lolita foi publicado por Schott; está disponível em russo, sueco, inglês e alemão. Ariane Comstock traduziu para o inglês. O tempo da performance é dada como três horas.

## Papéis
| Papel                    | Tipo de voz               | Estreia em 14 de dezembro de 1994 (Condutor: Mstislav Rostropovitch) |
| ------------------------ | ------------------------- | -------------------------------------------------------------------- |
| Lolita                   | soprano coloratura lírico | Lisa Gustafsson                                                      |
| Humbert Humbert          | barítono                  | Per-Arne Wahlgren                                                    |
| Clare Quilty             | tenor lírico              | Björn Haugan                                                         |
| Charlotte, mãe de Lolita | meio-soprano              |                                                                      |

## Sinopse
Lolita é a única ópera encenada depois do lançamento do romance de Nabokov, escrito em inglês nos Estados Unidos. A história do "romance famoso e infame" é contada por Humbert Humbert, um estudioso literário de 37 anos, que se torna obcecado e envolvido sexualmente com a filha de sua senhoria, Lolita, que tem 12 anos de idade no início da história. Shchedrin chamou o romance de "um thriller maravilhoso implorado para ser transformado em uma ópera". Ele ainda comentou: "É como uma nostalgia para a beleza; é um símbolo, realmente. ...Para mim, pessoalmente, Lolita como uma personagem, é menos um ser humano e mais um arquétipo, um símbolo de beleza, mas uma beleza fugaz". Ele manteve a maior parte do enredo, mas mudou o início para um tribunal onde Humbert é sentenciado.
A editora resume: "Humbert Humbert, professor de literatura e sofisticado, está obcecado pela órfã Lolita de 12 anos. Ele seduz a jovem e vive com ela por algum tempo depois de se casar com sua mãe (que morreu pouco depois). Três anos após o fim do relacionamento cada vez mais preocupante, Humbert encontra Lolita novamente, agora casada com outro homem e esperando seu bebê. O ciúme de Humbert, no entanto, não é direcionado a Lolita ou seu marido, mas para o diretor mefistofélico de cinema Clare Quilty, que tem usado Lolita para filmes pornográficos. Humbert leva sua vingança sangrenta em Quilty – e é condenado à morte na cadeira elétrica".
Uma revisão da estreia alemã tem mais detalhes: Humbert se casa com Charlotte, mãe de Lolita, para se aproximar de Lolita. Quando Charlotte detecta a paixão de Humbert para com sua filha, ela entra em pânico e morre em um acidente de carro. Humbert mantêm sua morte em segredo para Lolita e viaja com ela através dos Estados Unidos. A menina escapa para um caso com Quilty, que abusa dela para filmes pornográficos e é morto por Humbert. Humbert morre na prisão; Lolita, de novo em um novo caso, morre dando à luz. A morte de Lolita está no romance, mas originalmente não estava na ópera até a estreia alemã.

## Música
A ópera é marcada por uma grande orquestra composta por 4 flautas (terceira duplicante flauta alta, quarta duplicante flautim), 2 oboés, corne inglês, 3 clarinetes (terceiro duplicante saxofone alto), 2 fagotes, contrafagote, 4 trompas, 3 trompetes, tuba baixa, uma seção de percussão que exige 3 tocadores (incluem os instrumentos sinos de vidro, sirene, espanta-espíritos, tin whistle e xilofone), harpa, celesta, cravo e cordas. Além de vários papéis menores, a ópera exige um coral de meninos e um "coro de juízes", que todos cantam baixo.
A música de Lolita-Serenade, que faz parte da ópera, foi comparada com a de Lulu, de Alban Berg:

Apesar da escuridão e violência – Lolita é, afinal, a história de um predador, obcecado, assassino auto-iludido e a infância perdida e morte prematura de uma menina órfã de 13 anos – Lolita-Serenade de Shchedrin tem muitos momentos para passar ternura, desde as flautas gentilmente entrelaçando o epílogo docemente triste que termina a peça. A pontuação é impressionante e memorável, especialmente no uso de figuras, cravo sem adornos para transmitir uma sensação de fragilidade e inocência perdida. Qualquer um que (como eu faço) responde a Lulu Suite de Berg deve ouvir esta composição notável, que é elaborado a partir do mesmo.
A ópera começa com apenas flautas e violoncelos tocando, simbolizando a diferença de idade dos protagonistas. [15] A cena abre com Humbert acusando-se a um tribunal. O "coro de juízes", todos os baixos "russos" que lembram o canto na Igreja Ortodoxa Russa chamam-no de "animal".
A música de Shchedrin tem sido chamado de música de câmara para as partes estendidas da ópera, refletindo a psique dos protagonistas com compaixão, também alguns personagens de quadrinhos, como os dois que cantam Advertising Girls. Em uma cena entre Humbert e Lolita na reminiscência de Carmen, Shchedrin cita Bizet.
No final, Humbert gagueja as sílabas do nome de Lolita contra o coro de meninos cantando Ora pro nobis (Reze por nós).